# Крюківщинська сільська рада
| Крюківщинська сільська рада — колишній орган місцевого самоврядування у Києво-Святошинському районі Київської області з адміністративним центром у с. Крюківщина. Сільській раді були підпорядковані населені пункти: - с. Крюківщина |

## Склад ради
Рада складалася з 26 депутатів та голови.

### Керівний склад ради
| ПІБ                        | Основні відомості                                                                  | Дата обрання | Дата звільнення |
| -------------------------- | ---------------------------------------------------------------------------------- | ------------ | --------------- |
| Сезанович Михайло Петрович | Сільський голова, 1953 року народження, освіта                                     | 26.03.2006   | 02.02.2009      |
| Кріпак Андрій Петрович     | Сільський голова, 1982 року народження, освіта, член Соціалістичної партії України | 02.08.2009   | 31.10.2010      |
| Кріпак Андрій Петрович     | Сільський голова, 1982 року народження, освіта вища, член Партії регіонів          | 31.10.2010   |                 |

Примітка: таблиця складена за даними джерела